# Nu Skin Enterprises
Nu Skin Enterprises (kurz NSE; NYSE: NUS) ist ein US-amerikanisches Strukturvertriebsunternehmen, das nach eigenen Angaben in über 40 Ländern Kosmetika, Anti-Aging-Produkte und Nahrungsergänzungsmittel verkauft. Es wurde 1984 von Blake M. Roney, Sandie Tillotson und Steve Lund gegründet und 1996 an der New Yorker Börse gelistet.

## Geschichte

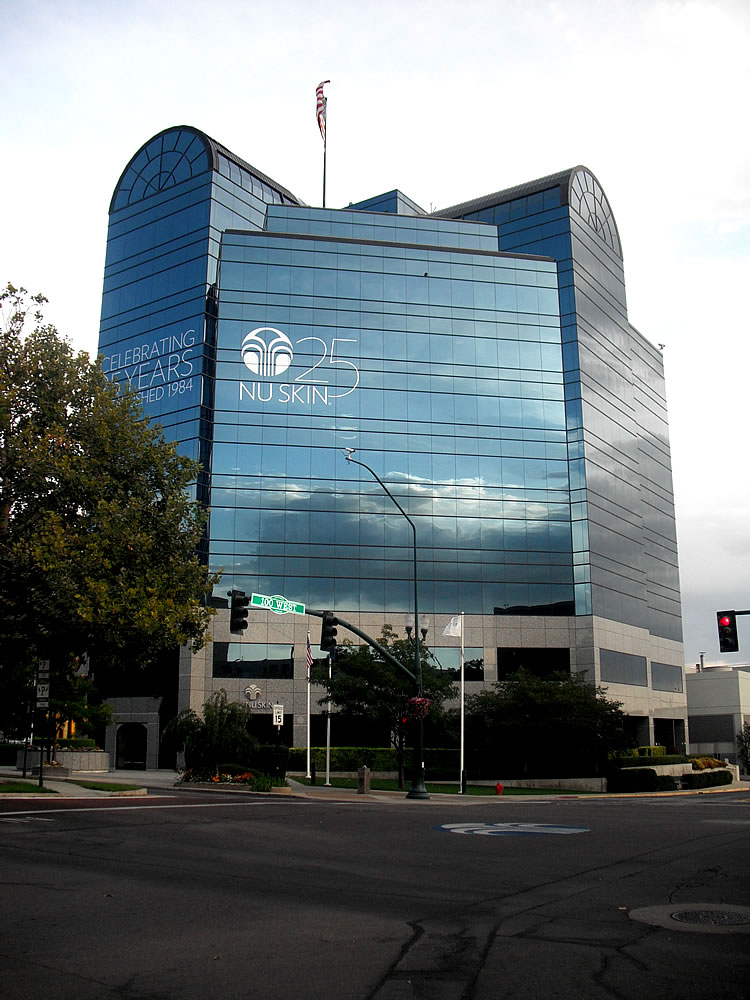
Firmenzentrale in Utah

Roney gründete das Unternehmen mit einer Gruppe von Freunden, seiner Schwester Nedra und einem Startkapital von 5.000 US-$ in Provo, Utah. Zu Beginn wurden rund ein Dutzend Produkte angeboten, die auf Bestellung von den Herstellern angeliefert und von Roney und seinen Partnern in kleineren Gebinden abgefüllt und verkauft wurden. Das Unternehmen erreichte bis 1989 einen Umsatz von etwa 40 Millionen US-$. Danach wuchs das Unternehmen stärker und erwirtschaftete 1996 einen weltweiten Umsatz von 678 Millionen US-$. In der Folge wurde es in eine Aktiengesellschaft umgewandelt und an der Börse gelistet. 1998 wurden die Unternehmen Pharmanex, das auf die Produktion von Nahrungsergänzungsmitteln spezialisiert ist, und Big Planet aufgekauft.
Als erstes wurde die AG Nu Skin Asia Pacific geschaffen, an die danach die übrigen Tochtergesellschaften verkauft wurden. Infolge des Erwerbs der Rechte einer „BioPhotonic Scanner“ genannten Technologie, die der Messung des Carotinoid-Gehalts der Haut und damit dem Nachweis der Wirksamkeit der von Pharmanex vertriebenen Nahrungsergänzungsmittel dienen soll, stieg der Umsatz auf über 1 Milliarde US-$. Der Umsatz 2015 betrug mehr als 2,2 Milliarden US-$.